# Мишел Трактенбърг
Мишел Кристин Трактенбърг (на английски: Michelle Christine Trachtenberg; 11 октомври 1985 г. – 26 февруари 2025 г.) е американска актриса.
Известна е с ролите си на Доун Съмърс в последните три сезона на сериала „Бъфи, убийцата на вампири“, Пени във филма „Инспектор Гаджет“ от 1999 г. Трахтенберг също участва в сериала „Клюкарката“ в ролята на Джорджина Спаркс и има малко участие във филма „Отново на 17“ в ролята на Маги. Също така тя е една от звездите в драматичния сериал „Болница Мърси“ на NBC. Участва във филма „Европейско пътешествие“ в ролята на Дженифър и в „Ледената принцеса“ в ролята на Кейси.